# Сьєрра-Горда (Чилі)
Сьєрра-Горда  (ісп. Sierra Gorda) — селище в Чилі. Адміністративний центр однойменної комуни. Населення селища — 428 осіб (2002). Селище і комуна входить до складу провінції Антофагаста і регіону Антофагаста.
Територія — 12 886.0 км². Чисельність населення — 10 186 мешканців (2017). Щільність населення — 0,79 чол./км².

## Розташування
Селище розташоване за 140 км на північний схід від адміністративного центру області — міста Антофагаста.
Комуна межує:
- на півночі — комуна Марія Елена
- на північному сході — комуна Калама
- на сході — комуна Сан-Педро-де-Атакама
- на півдні — комуна Антофагаста
- на заході — комуни Антофагаста, Мехільйонес